# Зыков, Анатолий Иванович
Анато́лий Ива́нович Зы́ков (30 мая 1930 — 6 июля 2008) — советский и российский художник. Народный художник РСФСР (1988), действительный член Российской академии художеств. График, живописец.

## Биография
Родился в 1930 году в Свердловске. В 1949 году окончил Свердловское художественное училище. В 1955 году окончил Ленинградский институт живописи, скульптуры и архитектуры им. И. Е. Репина. Учился у М. А. Таранова, Л. Ф. Овсянникова, П. П. Белоусова.
С 1958 года — член Союза художников СССР. В 1979 году женится на художнице Кларе Калинычевой. В 1980 году Анатолию Зыкову присвоено почётное звание «Залуженный художник РСФСР», а в 1988 году — «Народный художник РСФСР». За серию графических работ об А. С. Пушкине получил серебряную медаль PAX в 2000 году, золотую пушкинскую медаль творческих союзов России в 1999 году. Лауреат Шолоховской премии (2008).

## Творчество
Среди основных работ также: иллюстрации к «Волоколамскому шоссе» А. Бека (1957), трилогии «Детство», «В людях», «Мои университеты» (1973) и «Матери» (1968) М. Горького, «Судьбе человека» М. А. Шолохова (1966), трилогии Л. Н. Толстого «Детство», «Отрочество», «Юность» (1977—1981); графические серии «Мать» (1967), «На Волге» (1966), «О Франции» (1966), цикл графических листов «Сквозь штормы судьбы. Пушкин» (1987—1995), «По мотивам лирики Пушкина» (1988—1990). Практически всю жизнь работал в пушкинской теме.
Участник многих выставок в России и за рубежом. Персональные выставки состоялись в Москве, Перми, Свердловске, Больших Вязьмах Московской области, Тобольске, Рязани, Ульяновске, Новой Усмани Воронежской области, Кургане, Липецке, в селе Михайловском Псковской области.
Первая литературная работа появилась в газете «Московский художник» в 1969 году. С тех пор обзоры выставок, очерки и эссе печатались в разных газетах, журналах, альбомах и сборниках. Награждён орденом Почёта (2001).